# Боргето д'Ароша
Боргето д'Ароша (итал. Borghetto d'Arroscia) је насеље у Италији у округу Империја, региону Лигурија.
Према процени из 2011. у насељу је живело 77 становника. Насеље се налази на надморској висини од 163 м.

## Становништво
| 1931. | 1936. | 1951. | 1961. | 1971. | 1981. | 1991. | 2001. | 2011. |
| ----- | ----- | ----- | ----- | ----- | ----- | ----- | ----- | ----- |
| 1.287 | 1.224 | 1.089 | 964   | 813   | 693   | 587   | 494   | 463   |